# 청춘행진곡 (영화)
"청춘 행진곡"은 한국에서 제작된 심우섭 감독의 1966년 영화이다. 김희갑 등이 주연으로 출연하였고 권영순 등이 제작에 참여하였다.

## 출연

### 주연
- 김희갑
- 신영균
- 곽규석

## 기타
- 조명: 양찬종
- 미술: 홍성칠